# Bagheera kiplingi
Bagheera kiplingi e o specie de păianjeni săritori găsită în America Centrală, inclusiv in Mexic, Costa Rica și Guatemala. Este specia tip a genului Bagheera, care mai include o altă specie, B. prosper. B. kiplingi e notabilă pentru dieta sa ciudată, care, unică pentru un păianjen, este in cea mai mare parte erbivoră. Nici un alt păianjen cunoscut nu are o dietă erbivoră așa de consistentă. 

## Nume
Numele genului e derivat din Bagheera, Pantera neagră din Cartea junglei scrisă de Rudyard Kipling, numele specie onorându-l chiar pe Kipling.  Alte genuri salticide cu nume ale personajelor lui Kipling sunt Akela, Messua și Nagaina.  Toate patru au fost numite de George și Elizabeth Peckham în 1896. 

## Descriere
Bagheera kiplingi e o specie colorată, cu cele 2 sexe arătând foarte diferit. Masculul are picioare de culoarea chihlimbarului, un cefalotorace întunecat care e verzui in partea de sus aproape de partea frontala, și un abdomen roșiatic suplu cu linii verzi transversale. Picioarele anterioare ale femelei sunt de culoarea chihlimbarului și mai solide decât celelalte picioare, mai firave, care sunt de culoare galbenă. Are un cefalotorace roșiatic maroniu cu regiunea superioară frontală de culoare neagră. Abdomenul oarecum mare al femelei este maroniu deschis cu urme de maro închis si verde. 
Doar masculul a fost descris în 1896; femela a fost descrisă prima dată cu 100 de ani mai târziu de către Wayne Maddison.

## Dieta
Păianjenii populează copacii acacia care au o relatie simbiotică cu anumite specii de furnici, producând cioturi specializate de proteine și grăsimi numite corpuri belțiene pe vârfurile frunzelor pentru ca furnicile să le consume. Păianjenii consumă aceste cioturi, care pot constitui și peste 90% din dieta lor, evitând în mod activ furnicile care încearcă să păzească sursă lor de hrană de intruși. Păianjenii mai consumă de asemenea nectar, produs de copacii acacia tot pentru furnicile lor simbiote, și ocazional mai fură larve de la furnicile muncitoare pentru a le mânca. În mod special în timpul sezonului secetos ei mai canibalizează ocazional alți B. kiplingi. În ciuda consumului ocazional de carne, țesutul păianjenului prezintă o semnătură izotopică tipică pentru animale erbivore, implicând faptul ca cea mai mare parte a hranei lor provine din plante.
În timp ce au o dietă aproape exclusiv erbivoră în Mexic unde populează mai mult de jumătate din copacii acacia collinsii, populații din Costa Rica, unde mai puțin de 5% din acacia sunt populați de B. kiplingi, fac acest lucru într-o măsură mai mică. Cu toate că acestă specie e în mare parte teritorială si caută solitudinea, populații de câteva sute de specimene au fost găsite pe acacia invididuali în Mexic, cu mai mult decât dublu femele față de masculi. B. kiplingi pare sa se împerecheze pe parcursul întregului an. Observații ale femelelor adulte păzind pui nou născuți și cuiburi de ouă sugerează că specia e cvasi socială.